# Shelly Gotlieb
Shelly Gotlieb (* 28. Juli 1980 in Raetihi) ist eine ehemalige neuseeländische Snowboarderin. Sie startete in den Freestyledisziplinen.

## Werdegang
Gotlieb nahm von 2007 bis 2014 an Wettbewerben der World Snowboard Tour und der FIS teil. Dabei holte sie im August 2008 im Big Air Wettbewerb beim Billabong SnowStock im Snow Park mit dem dritten Platz ihre erste Podestplatzierung. Zu Beginn der Saison 2009/10 wurde sie im Slopestyle bei den Burton New Zealand Open in Cardrona und im Big Air beim Billabong BroDown im Snow Park jeweils Dritte. Im März 2010 belegte sie den zweiten Platz im Slopestyle bei den Burton US Open in Stratton Mountain. Nach Platz zwei im Slopestyle zu Beginn der Saison 2010/11 bei den Burton New Zealand Open in Cardrona holte sie im Januar 2011 bei den Snowboard-Weltmeisterschaften 2011 in La Molina die Bronzemedaille im Slopestyle. Im selben Monat errang sie den neunten Platz im Slopestyle bei den Winter-X-Games in Aspen. In der Saison 2011/12 wurde sie Dritte im Big Air bei den New Zealand Winter Games in Cardrona und belegte bei den Snowboard-Weltmeisterschaften 2012 in Oslo den fünften Platz im Slopestyle. Im Februar 2012 absolvierte sie in Stoneham ihren ersten Weltcup und belegte dabei den fünften Platz im Slopestyle. Dies war auch ihre beste Platzierung im Weltcup. Zu Beginn der folgenden Saison kam sie beim Billabong Bro Down im Snow Park auf den zweiten Rang im Slopestyle. Im Januar 2013 wurde sie bei den Snowboard-Weltmeisterschaften in Stoneham Siebte im Slopestyle. Bei den Olympischen Winterspielen 2014 in Sotschi kam sie auf den 15. Platz im Slopestyle.

## Teilnahmen an Olympischen Spielen und Weltmeisterschaften

### Olympische Spiele
- Sotschi 2014: 15. Platz Slopestyle

### Weltmeisterschaften
- La Molina 2011: 3. Platz Slopestyle
- Oslo 2012: 5. Platz Slopestyle
- Stoneham 2013: 7. Platz Slopestyle